# 実効湿度
実効湿度（じっこうしつど）とは、過去数日間の湿度の履歴を考慮した湿度のこと。木材の乾燥度を示し、火災の発生率に関係する。記号はHe。
H0 , H1 , H2 , ...をそれぞれ当日、前日、前々日、・・・の平均相対湿度とすると、実効湿度Heは
{\displaystyle H_{\mathrm {e} }=(1-r)(H_{0}+rH_{1}+r^{2}H_{2}+r^{3}H_{3}+\cdots )}
と表される。気象予報業務においては通常rは0.7とされ、乾燥注意報を発表する際に最小湿度（1日の相対湿度の最小値）と実効湿度が目安にされている。具体的な基準値は、地域によって異なるが、実効湿度に関しては概ね60%前後である（最小湿度は大きな差がある）。
算出式で用いる湿度の遡上日数は、区切りをつけるため数日間とする場合が多い。最短では、前日のみとする場合もある。
この実効湿度が60〜50%以下になると火災の件数が増えてくるとされている。